# El Marroc sensual i fanàtic
El Marroc sensual i fanàtic és la crònica d'un viatge al Marroc de l'escriptora gironina Aurora Bertrana i Salazar, publicat el 4 d'abril de 1936. L'obra, escrita en prosa i en primera persona, recull les impressions del viatge que va realitzar el 1935 al nord d'Àfrica, per estudiar la relació home-dona en la cultura musulmana, i representa una versió molt elaborada de la literatura de viatges de les dones europees a l'època. Amb pròleg de Maria Antònia Oliver, Edicions de l'Eixample en feu una reedició el 1991 i, amb el mateix pròleg, Columna el 2000.

## Gènesi i motivació
Aurora Bertrana va tornar de la seva estada a la Polinèsia l'any 1930, a causa de la malaltia de la seva germana Cèlia. En temps de la Segona República Espanyola s'embranca en la política. La seva simpatia amb el moviment feminista i el catalanisme incipient de l'època, amb el naixement d'Esquerra Republicana de Catalunya, van ser claus en la seva implicació definitiva amb la realitat del present. Tot i les expectatives, Bertrana no és afí a la vida política, i torna a viatjar. Poc abans d'esclatar la Guerra Civil Espanyola, emprèn el viatge cap al Marroc. En cites com aquesta, extreta de la pròpia obra, pot intuir-se clarament l'aversió gairebé bohèmia cap a la vida social i política que l'apressava a marxar i li condicionava la mirada durant el seu viatge:
| « | Llevat dels paisatges, aspectes, caràcter racial i costums, no m'interessava res més. La política […] no pot interessar un escriptor lliure i sincer sinó a distàncies respectables. | » |

El llibre relata un recorregut per les presons i harems o prostíbuls del país. Bertrana s'apropa al món musulmà femení des d'un periodisme no informatiu, sinó subjectiu: és el punt de vista d'una dona que opina sobre la situació d'altres dones. Isabel Marcillas apunta que el contrast de la personalitat "moderna" de Bertrana amb la descripció de les "dones orientals" resulta en una imatge gairebé animalitzada de les marroquines. Els estereotips pictòrics orientalistes, instal·lats en l'imaginari col·lectiu, exerceixen una influència decisiva en la ploma d'Aurora Bertrana.

## Consideracions
La manera que té l'autora de seleccionar i descriure el que veu revela com pensava una intel·lectual catalana, progressista i independent a principis de segle. Es mou contínuament entre l'atracció i la repulsió pel món del Magrib. Lloa "l'eterna i complicada polidesa marroquina", però alhora aguanta "la decadència inevitable, els vicis clàssics, les misèries massa vulgars" de la ciutat de Fez.
Bertrana no s'identifica mai amb el colonialisme espanyol (recordem que, en les dates del viatge, Espanya ja ha perdut la Guerra del Marroc). D'una banda, perquè és una dona escriptora. Aquest fet li permetia viure la implicació d'Espanya al Marroc des d'una barrera consistent, ja que a les dones no se les considerava elements actius en política, i ja coneixem l'opinió que aquesta li mereixia com a escriptora i artista. De l'altra, el fet de ser catalana no li facilitava en cap cas la identificació amb la política colonial espanyola. Això es veu reflectit en un silenci deliberat respecte a qüestions polítiques, i en una consciència constant de ser "en un altre lloc", de trobar-se envoltada d'un ambient completament exòtic —tot i la proximitat geogràfica i cultural amb la zona d'Andalusia, per exemple.
Per sobre de tot, Aurora Bertrana deixa ben clar que és ella qui viatja, una dona amb un objectiu concret: escriure. En la seva narració no vol prescindir dels inconvenients sorgits al llarg del viatge a causa del seu sexe. Si bé la condició sexual pot coartar la seva activitat com a viatgera, i això és fins a cert punt explícit en l'obra, l'escriptura li permet exposar l'aventura com més convingui als seus interessos.
Un dels pilars estructurals de l'obra és la dura crítica a la condició de la dona dins la cultura musulmana. Tot i això, no s'està de traslladar la seva crítica a la vida europea i moderna:
| « | Les poques molèsties i contrarietats que m'han embarassat en terra de moros no eren filles ni de la temperatura, ni de les bèsties, ni de mals físics, ni d'homes africans, sinó dels europeus d'Àfrica […] per a aquest senyor, poblador, colonitzador, viatger o funcionari, una dona sola al Marroc […] no pot ésser altra cosa que allò que somnia i tem tothora: una femella disfressada, plena de possibilitats, però també de perills. | » |